# Josef Florenz

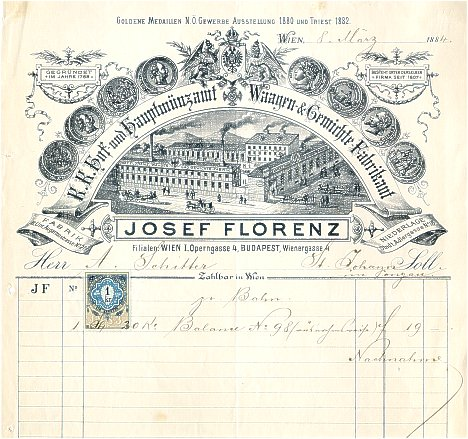
Faktura von J. Florenz (1884)

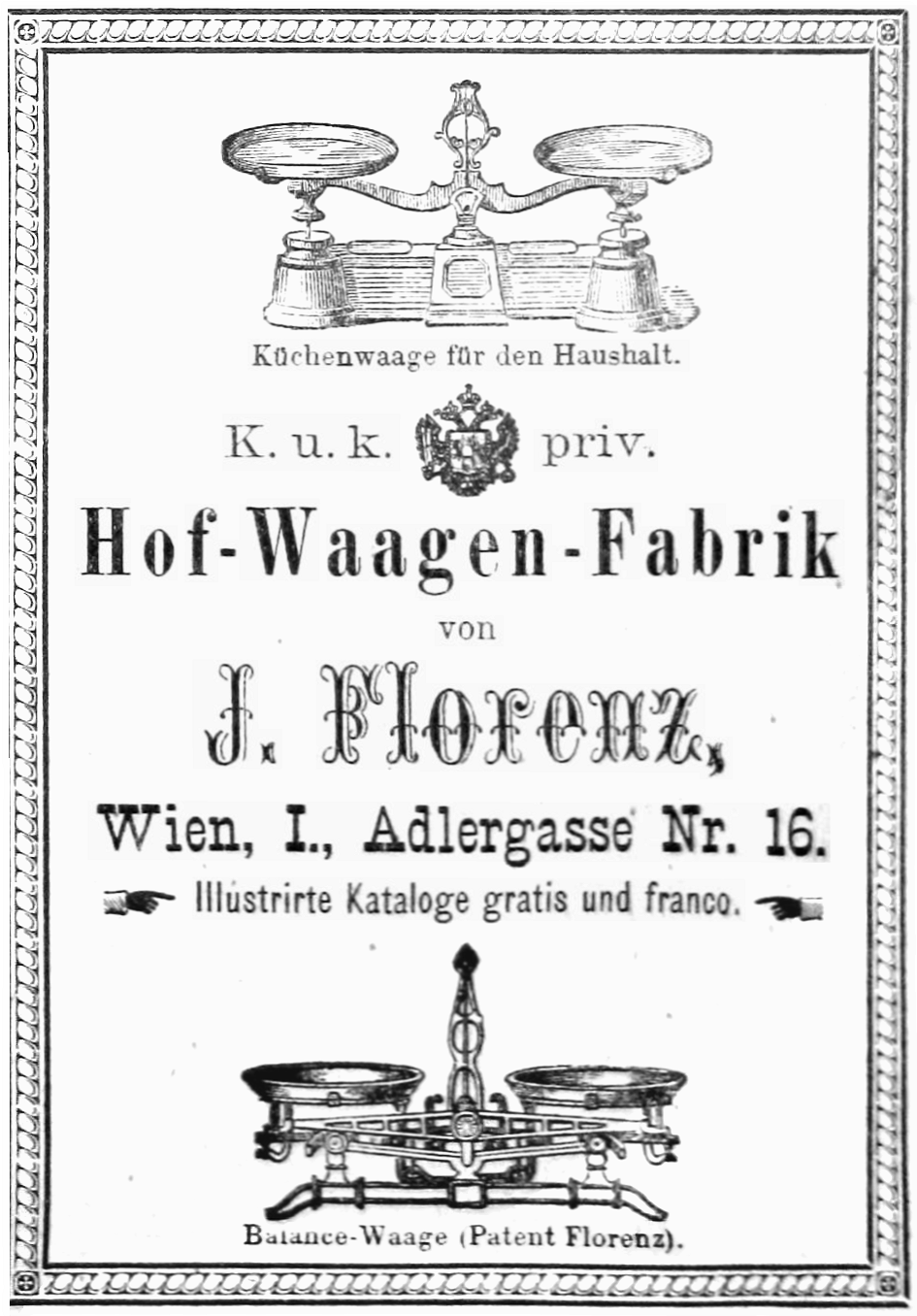
Werbung von J. Florenz (1891)

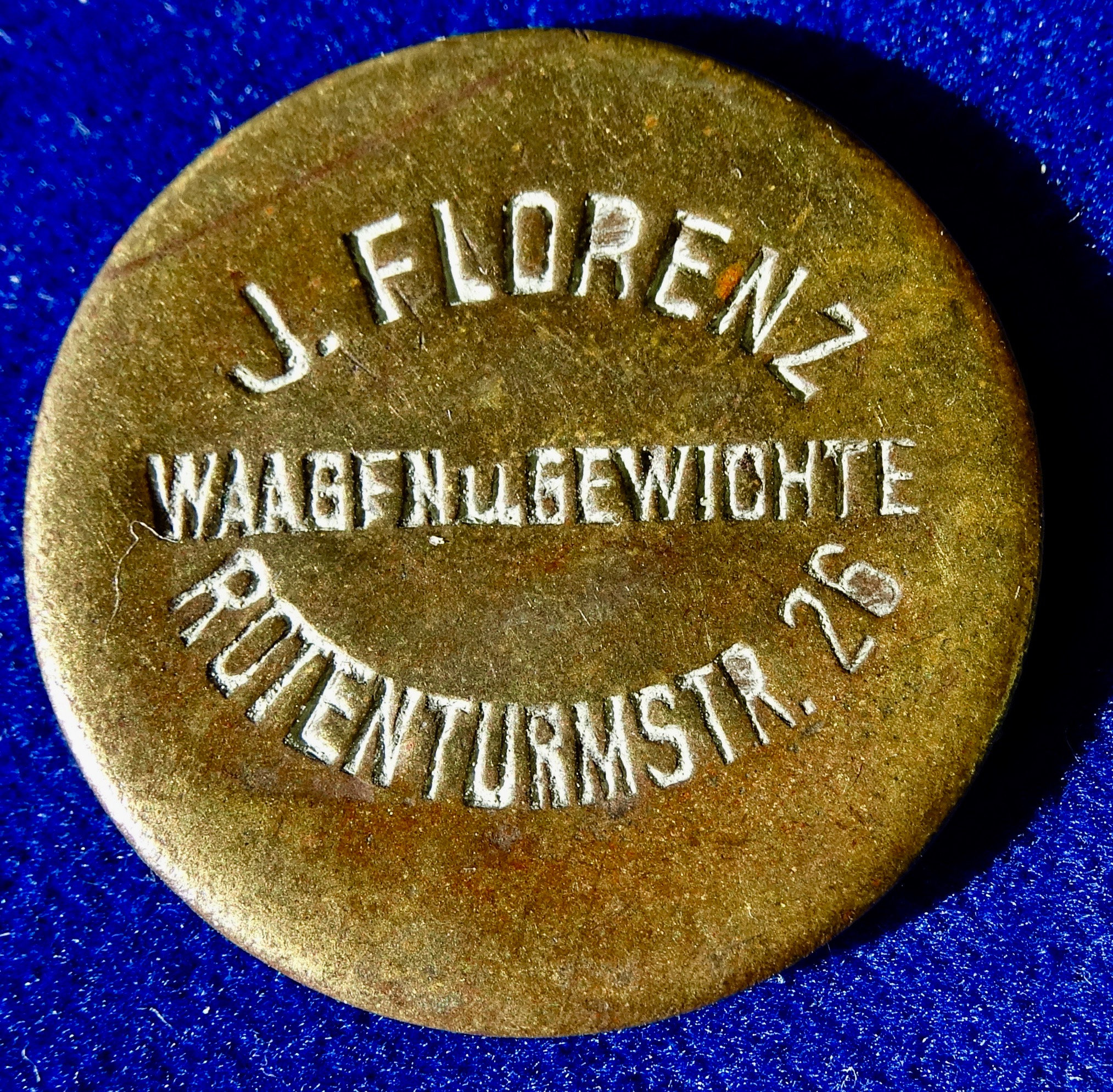
Passiergewicht aus der Zeit um 1900, Vorderseite

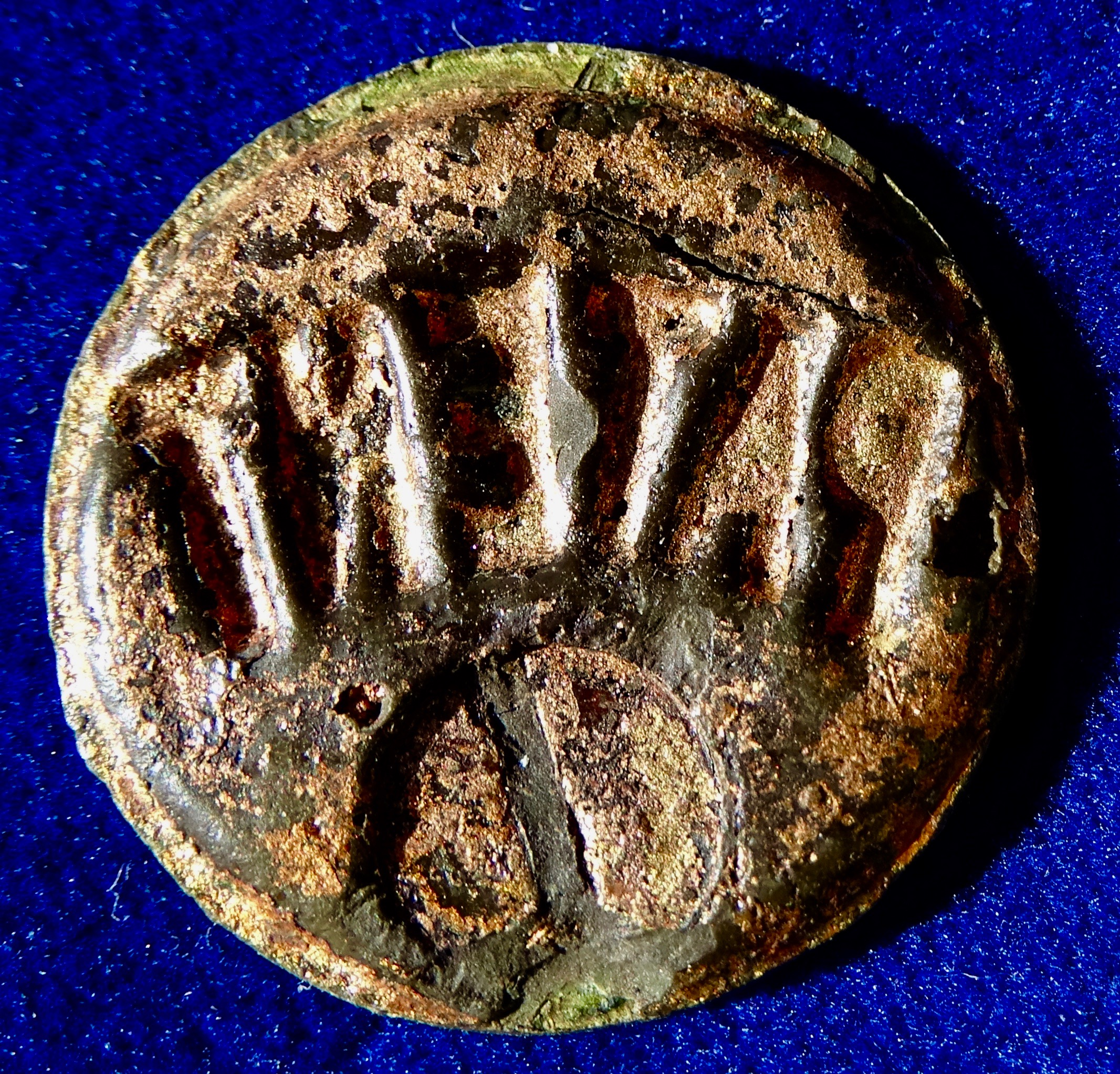
Passiergewicht aus der Zeit um 1900, Rückseite

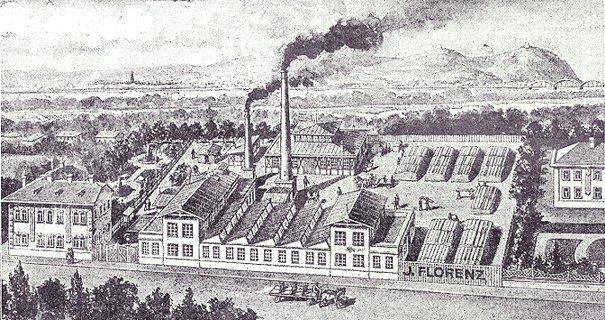
Ansicht der Waagenfabrik J. Florenz in Floridsdorf (1914)

Das Unternehmen Josef Florenz war eine bedeutende Wiener Waagen- und Gewichte-Fabrik und k.u.k. Hoflieferant.

## Geschichte
Die Florenz'sche Fabrik war in Österreich-Ungarn die erste und älteste mit Sitz in Wien. Schon 1768 hatte Anton Kühne Waagen und Gewichte hergestellt und war so zum Begründer des florierenden Unternehmens geworden. Ein Geselle namens Florenz wurde sein Nachfolger und dessen Nachkommen entwickelten ihre Produkte bis ins 20. Jahrhundert weiter. Vermutlich im späten 18. Jahrhundert wurde das Unternehmen zum kaiserlichen Hoflieferant. Die Napoleonischen Kriege brachten das Unternehmen in wirtschaftliche Bedrängnis, wovon es sich wieder erholen konnte.
In Johann Samuel Traugott Gehlers Physikalischem Wörterbuch von 1841 fanden die Waagen von Florenz bereits Erwähnung. Durch eigene zahlreiche Erfindungen und Neuerungen und den Erwerb und die Nutzung neuer technischer Produktionsmethoden erhöhte die Fabrik ihre Leistungsfähigkeit und erweiterte ihr Absatzgebiet über die Grenzen der Monarchie. 1881 wurde die Laufgewichtswaage mit Registrierapparat eingeführt, 1902 wurde die Bandwaage entwickelt. Um 1900 waren fast sämtliche Apotheken der Monarchie, wie die k.k. Hofapotheke, mit Florenzschen Waagen ausgestattet. In den großen öffentlichen Banken und Kreditinstituten, in allen privaten Bank- und Wechselhäusern wurden sie als sehr präzise angesehen und verwendet. Besonderheiten des Hauses waren kleinste Handwaagen, Gold-, Silber-, Apotheker-, Tarier- und Analysewaagen sowie alle Gattungen von Balance-, Schalen-, Dezimal- und Centimalwaagen, auch Centimal-Brückenwaagen mit Skala, Laufgewicht und Registrierapparat.
Um 1900 befand sich das Fabrikgebäude im 2. Wiener Bezirk an der Unteren Augartenstraße 21, und um 1914 an der Floridusgasse 62 im 21. Bezirk. Die Hauptniederlage war an der Rothenturmstraße 26, Ecke Adlergasse. 1944 wurde der Hauptbetrieb von Wien nach Braunau am Inn verlegt. 1950 wurde die geschwindigkeitsgeregelte Dosierbandwaage entwickelt, 1956 die vollautomatische Leuchtbildwaage.
1962 entwickelte man die Heißsinter-Siebmaschine für die Hüttenindustrie, 1968 die eichfähige Ringtorsionswägezelle. In dieser Zeit begann auch die Kooperation mit der Carl Schenck AG. 1972 wurde Florenz schließlich in die Carl Schenck AG integriert.

## Preise und Auszeichnungen
Für seine Produkte wurde der Inhaber Josef Florenz mehrmals geehrt. Josef Florenz war k.u.k. Hoflieferant, Lieferant des k.k. Hauptmünzamtes und weiterer staatlicher und öffentlicher Anstalten.
- Die Verleihung des goldenen Verdienstkreuzes durch den Kaiser bildete die erste und höchste Anerkennung für das Unternehmen.
- Bis 1898 hatte das Unternehmen bereits 66 goldene und silberne Auszeichnungen von besonderem Wert erhalten. Die Welt- und Industrieausstellungen von London 1862, Wien 1866, Paris 1867, Weltausstellung 1873 in Wien, Centennial Exhibition 1876 in Philadelphia, Paris 1878, Melbourne 1880, Adelaide usw. waren Märkte zur Produktverbreitung und Erweiterung des Absatzgebietes.
- Den Florenzschen Produkten wurde ferner die Medaille für Kunstgewerbe vom König von Schweden und der silbernen Ehrenpreis des k.k. Handelsministeriums verliehen.